# Poggio dei Pini
Poggio dei Pini is een plaats (frazione) in de Italiaanse gemeente Capoterra.